# Campionatele europene de gimnastică feminină din 1965
Campionatele europene de gimnastică feminină din 1965, care au reprezentat a cincea ediție a competiției gimnasticii artistice feminine a "bătrânului continent", au avut loc în orașul Sofia, capitala Bulgariei.
Datorită valorii mondiale a gimnasticii europene, campionatele europene de gimnastică feminină au coincis, pentru foarte mulți ani, cu replica sa mondială.